# 주기윤

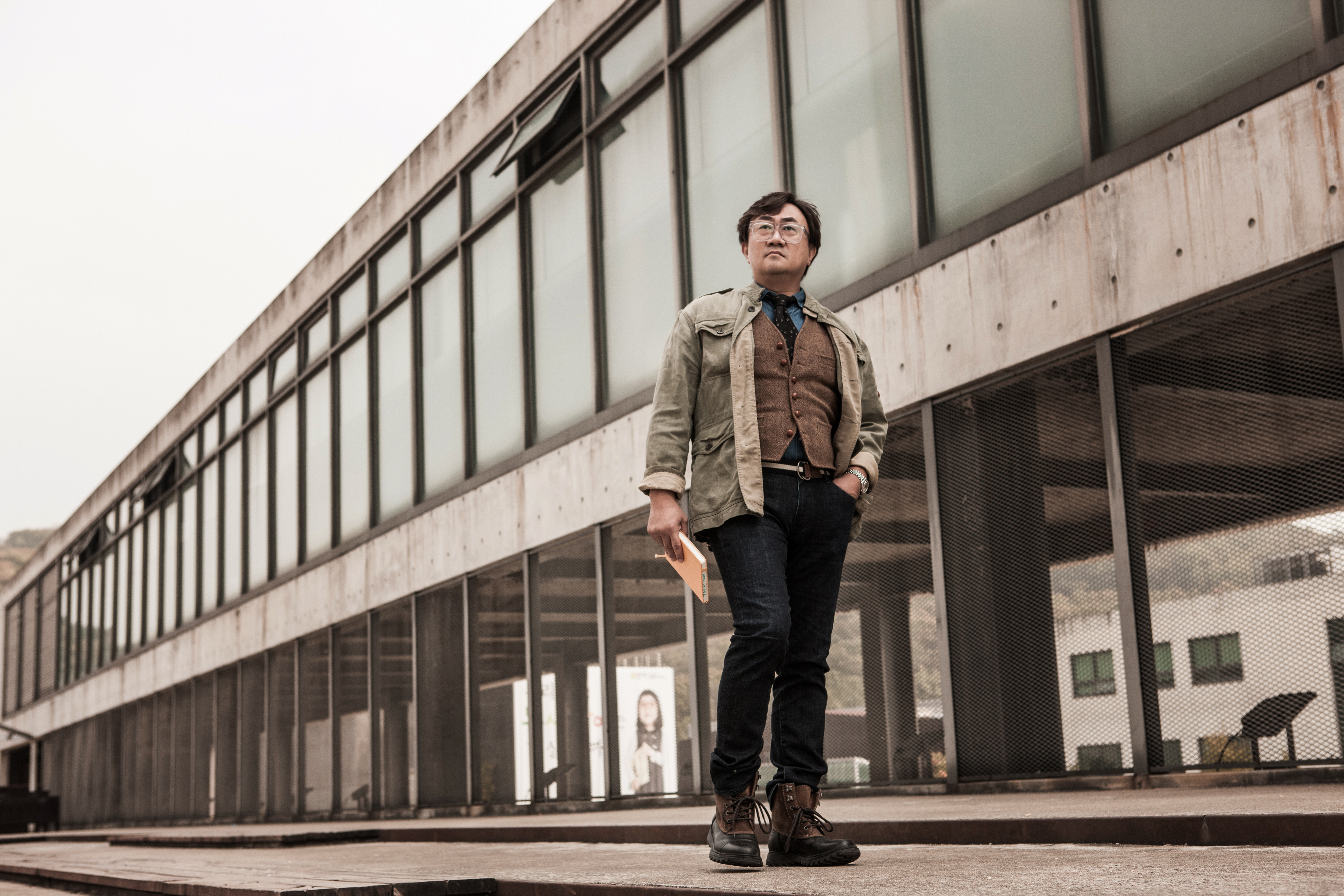
주기윤 프로필사진

주기윤(본명 주성현 朱成晛, 1971년 9월 21일 ~ )은 대한민국의 기업인이다.
서울특별시에서 2남 중 차남으로 태어났으며, 서울 선덕 중,고교를 졸업하고 연세대학교 경제학과 학사 학위를 취득하였고, 홍익언론홍보대학원 브랜드 매니지먼트 석사학위를 받았다. 마케팅회사 (주)리더스 컴 대표로 국내외 대규모 이벤트를 기획하고 총감독한 문화마케팅 연출의 베테랑이며 현 기업프로모션 및 마케팅전문가로 활동 중이다. 브랜드 런칭, 전시박람회, 국제컨퍼런스를 비롯하여 전문서적 출간 등을 해오고 있다. 또한 컬처 브랜드 ART FEVER를 운영하며 작가후원 및 다양한 프로젝트로 문화예술 활동을 전개하고 있다.

## 학력사항
- 선덕 중 ‧ 고등학교 졸
- 2004. 연세대학교 경제학과 학사 졸 (학사학위 취득)
- 2016. 홍익대학교 광고홍보대학원 Brand Management학 석사 졸 (석사학위 취득)

## 경력사항
- MECCA Production / Event PD
- (주) 거 인 / Promotion AE
- (주) EUKO International / 기획 총괄 팀장
- (주) 4D COM 광고회사 / Convention Marketing 팀장
- (주) 경컴 Leaders Planning / CMO ( 월간 경영과 컴퓨터 )
- 한국 디자인 자산(주) 대표이사
- 현  (주) LEADERS COM / 대표이사
- 현  (주) ART FEVER / 대표이사 & Creative Director
- 현 아트레이스 공동설립자 겸 대표이사
- 한국경제신문 / 칼럼리스트

## 저서
- ARTFEVER.누구나 아티스트가 될 수 있다
- 제주 포토에세이 '몬뜨글락'

## 수상 내역
- 월간 경영과 컴퓨터 최우수기업인상 수상
- 서울경제신문 서경IR 우수기업 선정
- 랭키닷컴 마케팅분야 1위 기업 선정

## 강연
- GS 자이 Creative Center 창조적 아트 비즈니스 강연
- 고려대학교 심리학과 50주년 기념 심포지움 특별 강연
- KMC(Korea Marketing CEO Club) 초청 강연
- Dream Plus(고3 진로특강) 초청 강연
- 유니타스 브랜드 주최 24시 컨퍼런스 특강
- 한양대 경영전문대학원 최고경영자 과정 특강
- 추계예술대학교 애니메이션학과 특강
- 청강문화예술대학 영상 미디어학과 특강
- 투어익스프레스 전직원 대상 마케팅전략 특강
- 디자인정글 마케팅전략 특강
- 성공을 말하다 특강

## 대표업력

### (주) ART FEVER
- 아트피버 Only One 프로젝트 전개
- 글로벌 캐릭터 MOOLMI 사업 전개
- 아트피버 ART BAG 시리즈 런칭
- 아트피버 Art Book 시리즈 출간
- ( 비정규아티스트의 홀로그림 / 선인장크래커 / 아이돌 / 뉴욕디자인 / 그림 그려보아요 )
- 홈키파 홈매트 콤팩알파 아트피버 스페셜 에디션 출시
- 안경브랜드 모노디자인과 콜레보레이션 아트피버 라인 출시
- 가방브랜드 브레라와 콜레보레이션 아트피버 라인 출시
- CJ O쇼핑 아트피버 IN 브레라 BB BAG 런칭
- GS 홈쇼핑과 아트피버 Art T 셔츠 라인 출시
- 코오롱스포츠와 올림픽 공동 캠페인 전개
- 남성 브랜드 코모도와 아트피버 시리즈 라인 출시
- 서울 디자인 올림픽 아트피버 전시관 운영
- 서울 디자인 페스티발 아트피버 전시관 운영
- 아트피버 Award 개최 / 비정규 아티스트의 홀로그림 전시회
- 마리킴 아이돌 전시회 / 달보라 꿈 전시회 / 봄로야 선인장크래커 전시회
- 포토북 MOMENTS IN KYOTO 출간 및 전시회 개최
- 아트피버 ART 토크 콘서트 개최
- 아트피버 네이버 오디오클립 운영
- 아트피버 GREAT 한글 인생토드백 출시

### (주) LEADERS COM
- 브랜드 하우징 페어 주관사업
- 매니아 페어 주관사업
- 대한민국 명품봉제 페스티발 주관사업
- 예술의 전당 송년콘서트 주관사업
- 서울경제 40주년 기념 대통령 초청 리셉션
- 코리아 타임스 대통령 초청 기념식
- 일간스포츠 재창간 기념 세레모니
- 경향신문 50주년 기념 세레모니
- 하나은행 LPGA 대회 개최 기념 리셉션
- 코오롱 남성 토탈 컬렉션(캠브리지/맨스타/시리즈 등) 옴므 패션쇼
- 해외 유명브랜드 “TUMI” 브랜드 런칭 프로모션
- 사회복지단체 “수다공방” 패션쇼
- 아웃도어 브랜드 “코오롱스포츠” 패션쇼
- 남성정장 브랜드 “코모도” 패션쇼
- 골프의류 브랜드 “엘로드” 패션쇼
- 열린책들 "나무(베르나르 베르베르 저)“ 마케팅 프로모션
- 온라인 쇼핑몰 Fishsale 개발
- 이메일 사이트 Send2u 마케팅 프로모션

### 문화사업 프로젝트
- 제주도 문화 공간 “낭만공장” 개발 (제주도 구좌읍 하도리 53-51)
- “낭만공장” 제작 / 낭만공장 OST 앨범 제작

### 언론 보도 기사
- <서울경제신문>예술을 '돈되게' 만든 남자...이번엔 한글패션백으로 일내다
- <중앙일보>쉰살에 은퇴해 '낭만공장'짓겠다는 젊은 예술가들의 대부
- <중앙선데이>문화 가이드[깨진 링크(과거 내용 찾기)]
- <한국경제>예술로 성공 원한다면 '셀프 PR' 하라[깨진 링크(과거 내용 찾기)]
- <서울문화투데이>나의 휴먼브랜드를 만들라. 'ARTFEVER, 누구나 아티스트가 될 수 있다'
- <CNB NEWS>(아트북) 아트 피버: 누구나 아티스트가 될 수 있다
- <한국경제신문> 주기윤 경영칼럼
- <전자신문> 인터넷 바다의 숨은진주 아트피버 주기윤대표
- <동아일보> 주기윤, 내일은 내일의 태양이 떠오른다
- <국제뉴스 고양시, 아트피버 주기윤 대표 등 각계전문인 초청 진로특강[깨진 링크(과거 내용 찾기)]
- <한국경제신문> 디지털컨텐츠[깨진 링크(과거 내용 찾기)] 경영이야기신설 기업마케팅전문가 주기윤 등 외부전문가들이 전하는 산업분야별 이야기를 들을 수 있다.
- <몬스터브로> Bro's interview. 아트피버 주기윤대표 인터뷰
- <월간CEO> 나눔경영도 손맛이 필요하다.[깨진 링크(과거 내용 찾기)] (주)리더스컴 & 아트피버 주기윤 대표
- <노블리안> PASSION OF ART. 아트피버 주기윤 대표 인터뷰
- <쿠키뉴스> 홈매트 콤팩알파 아트피버 에디션 출시(대표 주기윤)
- <월간디자인> 안경 옆태를 보라.아트피버 리미티드에디션(대표 주기윤) 보관됨 2023-03-26 - 웨이백 머신
- <경영과 컴퓨터> 통합적 마케팅 커뮤니케이션이 필요하다. (주)리더스컴 주기윤마케팅칼럼
- <한경비즈니스>패션과 아트의 만남, 아트피버 아트T_주기윤대표
- <아시아경제>유통계, 예술작품에 술렁인다. 아트피버
- <세계일보> 아트피버 단독 전시회 개최
- <유니타스브랜드> 휴먼브랜드특집.리더스컴 주기윤대표의 확장전략